# Чжао Юнь
Чжа́о Юнь (также известен как Чжао Цзылун, ? — 229) — полководец, живший во времена поздней династии Хань и ранней эпохи Троецарствия в Китае. Большую часть своей жизни он служил военачальнику Лю Бэю и сыграл значительную роль в становлении царства Шу. В китайской литературе и фольклоре он также упоминается как третий из Пяти полководцев-тигров. Один из немногих героев романа Ло Гуаньчжуна «Троецарствие» (наряду с Люй Бу и Чжан Фэйем), который мог в одиночку стоять против целых армий, неофициально считался сильнейшим воином царства Шу. За свою храбрость и доблесть в бою получил прозвища «Абсолютное воплощение храбрости» и «Вечно победоносный генерал». В романе Чжао Юнь — храбрейший герой во всём Китае.
Из-за недостатка информации, многие факты биографии Чжао Юня по-прежнему остаются неясными или неизвестными. В официальной летописи Троецарствия «Записи о Трёх царствах» Чэнь Шоу о Чжао Юне есть лишь отрывок в тысячу слов. Примечания суйского историка Пэй Сунчжи вносят больше ясности об этом герое, но полная картина жизни Чжао Юня остаётся незавершенной.

## Биография

### Молодость
Чжао Юнь родился в Чжэньдине, Чанхань (в южной части современного Чжэндина, Хэбэй). Он поступил на службу к военачальнику Гунсунь Цзаню в конце 191 или начале 192 года в качестве командующего небольшой группой деревенских добровольцев. В 192 году он становится подчиненным Лю Бэя, служившего тогда майором в войске Гунсунь. Чжао Юнь командовал отрядом ухуаньской конницы численностью в несколько тысяч войска Лю. Позже он покинул войска Гунсунь Цзаня и Лю Бэя, чтобы присутствовать на похоронах своего старшего брата.
Чжао Юнь вернулся к Лю Бэю в 200 году, когда Лю Бэю нанес поражение Цао Цао. Лю Бэй попытался попасть под защиту Юань Шао. Судя по Записям о Трех Царствах, Чжао Юнь и Лю Бэй были очень дружны, делили один кров во время пребывания в Е. Лю Бэй послал Чжао Юня тайно собрать больше добровольцев в небольшую армию Лю, все ещё находящуюся под крылом Юань Шао. С тех пор Чжао Юнь следовал за Лю Бэем на протяжении всего его пребывания в северном Китае.
В 202 году Чжао Юнь участвовал в битве при Боване (также иногда битва при Бованьпо) против полководца Цао Цао Сяхоу Дуня. В этом сражении Чжао Юнь взял в плен Сяхоу Ланя, своего старого знакомого из родного Чжэньдина. Чжао лично просил Лю Бэя пощадить Сяхоу Ланя и назначить его военным советником в войске Лю. Лю Бэй согласился. Однако Чжао Юнь никогда не позволял Сяхоу приближаться к Лю Бэю, что свидетельствовало о различии в их личных и деловых отношениях.

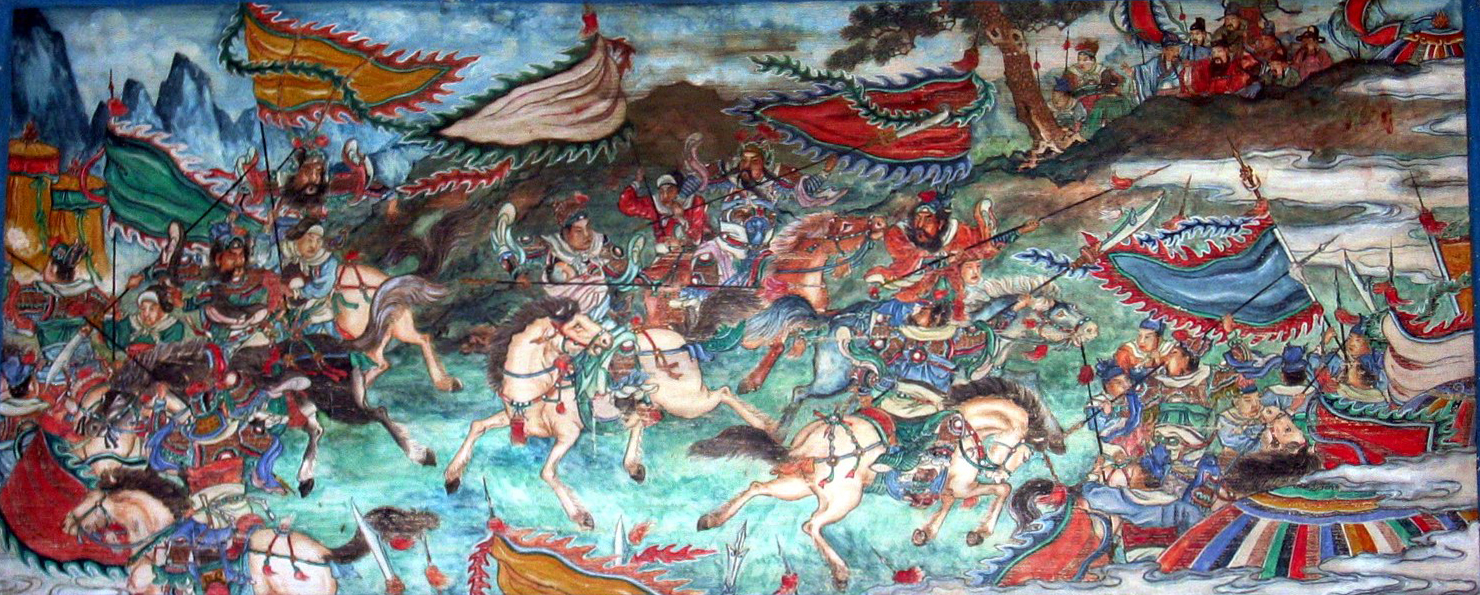
«Чжао Юнь сражается в Чанбане» в длинном коридоре на территории Летнего дворца в Бэйцзине, Китай. Всадник на белом коне — Чжао Юнь.

В 208 году Чжао прославил себя в битве при Чанбане против войска Цао Цао. Лю Бэй оставил свою семью позади, в спешке отступая. Тогда Чжао Юнь неожиданно ускакал на север, что породило слух о том, что Юнь сдался на милость Цао. Когда эту весть сообщили Лю Бэя, тот в гневе бросил топор на доносчика со словами: «Цзылун никогда меня не предаст!». Как и ожидалось, Чжао Юнь не изменил Лю Бэю. Сначала он доставил к мосту, который защищал Чжан Фэй, госпожу Гань. В следующий раз он вернулся вместе с маленьким сыном своего господина, Лю Шанем. За такие заслуги Чжао Цзылун был награждён званием я-мынь-цзян. (牙門將軍).

### Роль в становлении Шу Хань
После битвы у красных утесов Чжао сыграл главную роль в завоевании земель Цзяннань. Он был награждён званием пянь-цзян-цзюнь (偏將軍) и был назначен великим управляющим Гуйяна, заменив на этом посту Чжао Фаня. Чжао Фань сблизился с Чжао Юнем и посватал ему свою золовку госпожу Фань, но Чжао Юнь отказался от свадьбы, сказав Чжао Фаню: «Раз мы с тобой побратались, значит твоя золовка должна быть и моей золовкой». Позже Чжао Юнь объяснил свой отказ: «Чжао Фань совсем недавно сдался Лю Бэю. Его намерения недостаточно ясны. Кроме того, в этом мире есть много других женщин»
Когда войско Лю Бэя вошло в провинцию И, Лю Бэй назначил Чжао Юня главным полководцем по надсмотру лагеря Лю Бэя в Гунъане. Жена Лю Бэя, госпожа Сунь, была младшей сестрой военачальника Сунь Цюаня. Воодушевленная властью и влиянием своего брата, госпожа Сунь и её свита часто совершали набеги и нарушали закон в округе. Лю Бэй считал Чжао Юня серьёзным, решительным и уверенным человеком, поэтому дал ему особое право вести внутренние дела в Гунъане, а также присматривать за разгулявшейся госпожой Сунь. Незадолго после того, как Лю Бэй покинул провинцию Цзин, Сунь Цюань тайно отозвал сестру обратно в восточную У. Госпожа Сунь хотела взять юного Лю Шаня с собой, но Чжао Юнь и Чжан Фэй настигли её на реке Янцзы и вернули ребенка обратно господину.
В 214 году Чжао Юнь вместе с Чжан Фэем и Чжугэ Ляном направился в провинцию И, чтобы помочь Лю Бэю воевать против Лю Чжана. Чжао отдал отдельный приказ своему войску идти из Цзянчжоу (современный Чунцин) через Цзянъян (современный Лучжоу) и Цзяньвэй до Чэнду. Лю Бэй наградил Чжао званием «Полководец летящего войска» после захвата Чэнду. В то время многие предлагали Лю Бэю наградить плодородными землями и плантациями вокруг Чэнду своих полководцев. Чжао Юнь же утверждал, что лучше вернуть земли местным крестьянам, и Лю Бэй последовал его совету.

#### Битва на реке Хань
В 219 году Лю Бэй и Цао Цао сражались за земли Ханьчжуна. У Цао Цао были огромные запасы еды на вершине северной горы. Чжао Юнь приказал своим воинам следовать за Хуан Чжуном, чтобы напасть на войско Цао и захватить припасы. Когда Хуан Чжун не вернулся вовремя, Чжао вместе с дюжиной воинов отправился на его поиски. Они столкнулись с авангардом войска Цао и уже готовились к бою, как неожиданно прибыло главное войско Цао. Ситуация для Чжао стала опасной, ведь его значительно превосходили числом. Юнь неожиданно напал на ряды войска Цао, на мгновение разрушив строй. Однако войска Цао довольно скоро перегруппировались и окружили Чжао. Ему пришлось пробиваться в собственный лагерь. Когда он увидел, что его полководец-лейтенант Чжан Чжу был ранен и остался позади, Чжао развернулся, чтобы спасти его.
Войско Цао бросилось в погоню за Чжао Юнем до самого его лагеря. Чжан И, управляющий Мяньяна, находившийся в лагере Чжао Юня, разумно предложил ему закрыть ворота. Однако, вошедши в лагерь, Чжао приказал спустить все знамёна, прекратить бить в барабаны и оставить ворота широко раскрытыми. Войско Цао испугалось возможной засады в лагере и поспешно начало отступать. В тот же миг Чжао Юнь приказал со всей силы бить в барабаны, а его лучники стали поливать врага огненными стрелами. Войско Цао было взято врасплох и в суматохе начало разбегаться. Многие воины Цао утонули, пытаясь переплыть реку Хань, чтобы спастись от воинов Чжао Юня.
На следующий день после битвы Лю Бэй прибыл, чтобы оценить ситуацию. Он похвалил Чжао Юня за победу словами: «Цзылун — само воплощение храбрости!» и устроил пир в его честь. С того времени в войске Лю Бэя Чжао Юнь стал известен как ху-вэй-цзян-цзюнь (虎威將軍).
В 221 году Лю Бэй провозгласил себя императором царства Шу Хань и объявил войну восточной У, чтобы отомстить за смерть Гуань Юя и утраченную провинцию Цзин. Чжао Юнь пытался уговорить Лю Бэя отказаться от войны и сначала разобраться с Цао Вэй, но Лю Бэй не внял его доводам. Лю Бэй затем оставил Чжао Юня напасть на Цзянчжоу, а сам лично возглавил войско для нападения на У, но проиграл битву при Сяотине.

### Старость
Лю Бэй умер в 223 году. Его преемником стал его сын Лю Шань. В тот же год Чжао Юню был даны звания чжэн-нань-цзян-цзюнь (征南將軍) и чжун-ху-цзюнь (中護軍) и титул Юнчанский хоу (永昌亭侯). Вскоре он был повышен до звания чжэнь-дун-цзян-цзюнь (鎮東將軍). В 227 году Чжао вместе с Чжугэ Ляном отправился в Ханьчжун, где они вели подготовку к первому северному походу.

#### Последняя битва Чжао Юня
Во время первого похода, в отличие от информации в романе Троецарствие, почетным званием вана был награждён Ма Су, а не Чжао Юнь. Люди того времени были удивлены таким решением Чжугэ Ляна. Чжао Юнь же был послан лишь в качестве приманки для главного войска Вэй, возглавляемого Цао Чжэнем. Однако когда Чжугэ Лян позже сетовал о своем поражении в северном походе, он явно отметил, что «его огромное войско на горе Ци и войско Чжао в долине Цзи были более многочисленны, чем вражеские войска» Но поражение от меньшего войска являлось результатом распределения ресурсов Чжугэ. Заметка Чэнь Шоу в Записях о Трёх царствах объясняет, почему Чжао был побежден: в ней говорится «Войска (Чжао) Юня и (Дэн) Чжи были слабы, а враг был силен, поэтому они и потеряли долину Цзи (雲、芝兵弱敵強，失利於箕谷)» Судя по записям, Чжугэ отправил дополнительные войска своему любимчику Ма Су и себе; Чжао Юню же было жаловано множество слабых нетренированных воинов. По-настоящему же Чжао Юнь в плане Чжугэ Ляна играл роль своеобразной «подушки», дабы брать на себя нападения Цао Чжэня. Таким образом Чжугэ мог бы долго заставлять Цао Чжэня пытаться пробиться на гору. В вышеупомянутом разговоре Чжугэ он даже мечтал, что многочисленность позволит ему одержать верх над врагом без рассмотрения варианта предоставить больше сил опытным полководцам, таким как Чжао Юнь и Вэй Янь. Лишь после этого разгрома Чжугэ понял, что не число приносит победу (今欲減兵省將，明罰思過，校變通之道於將來；若不能然者，雖兵多何益！).

##### Отступление
Видя невозможность победы, Чжао удалось свести потери к минимуму. Он воодушевил и сплотил выживших, настроил их решительно защищать свои позиции и лично возглавил арьергард, чтобы предотвратить вражескую погоню. Он не торопился отступать: припасов было достаточно, да и войско было организованным. Когда он в целости вернулся в Ханьчжун, Чжугэ Лян был удивлен столь успешным отступлением и приказал в качестве утешения раздать воинам Цзылуна произведенную в избытке шелковую ткань. Однако Чжао отказался выполнить этот приказ и сказал стратегу: «Как вы можете раздавать награды, когда ваша кампания провалилась? Прошу вас, оставьте шелк в хранилище и раздайте его в октябре» Чжугэ был восхищен этими словами. Чжао Юнь был награждён званием чжэнь-цзюнь-цзян-цзюнь (鎮軍將軍) за его роль в качестве приманки, хоть кампания и провалилась.

### Смерть
Чжао Юнь умер в 229 году в Ханьчжуне. Император Лю Шань в 261 году дал ему посмертное имя Шуньпинский хоу (順平侯). Приказ Лю Шаня о даровании чести Чжао Юню: «Когда Чжао Юнь служил позднему императору (Лю Бэю), его вклад уже был значительным. Когда я был юн, я рассчитывал на его верность, которая спасет меня от опасности. Вот почему я дарую ему честь». Чжао Юнь был одним из 12 человек в Шу Хань, которым было даровано благородное посмертное имя.
У Чжао Юня было два сына: Чжао Тун и Чжао Гуан. Последний месте с Цзян Вэем участвовал в кампаниях против Вэй и был в их ходе убит в Тачжуне.

## Фантастика
Многие поступки Чжао Юня были, возможно, сильно преувеличены в исторической новелле Ло Гуаньчжуна Троецарствие. В новелле Чжао Юнь описывается почти идеальным героем, демонстрирующим ни с чем не сравнимую физическую силу и непоколебимую преданность своему господину, потрясающую отвагу, острый ум и безмятежную харизму. Эти черты присутствуют практически во всех современных материалах о Чжао Юне. В новелле он изображается как отважный, верный и героический воин, который множество раз в одиночку выживает в невообразимо сложных ситуациях и который никогда не сдается.
Лю Бэй хвалит его как “Абсолютное воплощение храбрости» (一身是膽), в то время как его сослуживцы удостоили его титула “Могущественный генерал-тигр» (虎威 將軍). В романе, среди персонажей именно он олицетворяет образ “Храбрейшего из воинов”. В одном из анекдотов, к примеру, он убил взбесившегося тигра, голыми руками, защищая своего господина.
Также в фольклоре подробно описываются подобные подвиги Зилонга, вроде “Бега по водной глади моря, отвесным стенам и летящим в него вражеским стрелам”, что говорило о его несравненной прыти и быстроте. Даже в самом романе восхваляется ловкость Зилонга, сравнивая его с ураганом, а его копье с лепестком груши, что закручивается этим ураганом. Один из его известных приемов - будучи безоружным поймать летящее в него копье прямо на скаку и продолжить сражаться с ним или метнуть его обратно в противника.
Ему приписывают создание множества техник владения копьем, мечом и боевых искусств, и утверждается, что при жизни он считался непревзойденным мастером копья во всем Китае, и одним из лучших мастеров меча. В искусстве верховой езды он немногим уступал Люй Бу.
Чжао Юнь прочно ассоциируется с белым цветом в некоторых записях Трех Королевств, что является обратным вызовом его внешности, о которой говорится в «Романсах о Трех Королевствах». Люди могут увидеть его интерпретацию в Летнем дворце, где находится знаменитая картина его героизма в Чанбане.
Белый связан с несколькими положительными чертами в различных вымышленных средах, включая честность, добродетель, чистоту и так далее. Еще одна причина, по которой Чжао Юнь связан с окрасом, может быть связана с мифом о лошади, которую предпочитал генерал. Быстрый конь сам по себе, легенда гласит, что он пробегает тысячу лиг днем и пятьсот лиг ночью. Предположительно, лошадь зовут «Белый дракон» (白 龍駒).
Еще одно сильное изображение Чжао Юня в различных художественных произведениях о Трех Королевствах - это идея о том, что он вооружен копьем, часто называемым длинным копьем. Его название в легендах примерно переводится как «Копье Берегового края» (涯 角 槍), и, как утверждается, оно безымянно появляется в Записках о Троецарствии. Про это оружие говорилось, что «Его не превзойти, даже в небесном море звезд». Имея длину в девять ци (примерно три метра или десять футов в современных преобразованиях), Чжао Юнь, как говорят, владел им с великолепным мастерством. Если верить сказкам,
Чжао Юнь использовал то же копье, чтобы победить Чжан Фэя на дуэли. Из-за недосказанности и мифологизации, данное оружие, в историях, получает самые разные свойства от возможности, благодаря невероятной остроте прорезаться через любое препятствие, будь это щит, крепчайшая броня или даже оружие, до способности уничтожать с помощью него целые армии, в сочетании с непревзойденным мастерством его владельца.
Время от времени Чжао Юнь ассоциируется с одним из двух мечей Цао Цао из «Романа о Трех Королевствах» - «Цинган» (青釭), славящимся своей способностью рассекать что угодно. В этой сказке он убил Сяхоу Эня, спасая А Доу (Лю Шаня) от опасности, заблокировав удар "всеразрезающего клинка" острием своего копья, доказывая превосходство и надежность своего оружия и после победы забрав меч себе, как трофей. Вероятно, именно из-за этой истории копью и приписывают невероятную остроту копья на манер "Цингана".

### Спасение Лю Шаня при Чанбане
Один из самых запоминающихся эпизодов романа, является сражение Зилонга в одиночку с армией Цао Цао, во время спасения сына своего господина. Новелла рисует нам картину, где Чжао в одиночку уничтожает многих вражеских полководцев, скачет от точки к точке в битве при Чанбане, расспрашивая местных о местонахождении госпожи Гань, госпожи Ми и Лю Шаня. В доказательство своей решимости он заявляет, что будет всюду искать их, а если не найдет — погибнет на поле боя. Одним из многих полководцев, павших тогда от руки Чжао Юня был Сяхоу Энь, державший у себя один из лучших мечей Цао Цао — «Цинган» (青釭). По слухам, этот меч мог пробить металл так, будто бы это был комок грязи, и Чжао взял меч с собой после убийства Сяхоу. Когда же он наконец нашел госпожу Ми и Лю Шаня около старого колодца, Ми, раненная в ногу, отдала ребенка Чжао Юню и отказалась идти с ним, сказав, что будет затруднять их путь назад. Пока приближались вражеские воины, Юнь и Ми спорили. В конце концов, Ми бросилась в колодец, не оставив Чжао выбора. Чжао привязал ребенка к груди и накрыл его стальной пластиной доспеха и стал пробиваться через окруживших их врагов лишь с помощью копья и недавно полученного меча Цингана. Доблесть Чжао Юня впечатлила Цао Цао, и он приказал лучникам не стрелять в Цзылуна, но взять его живым, надеясь, что Юнь сдастся ему на милость. В течение битвы Чжао врезался во вражеский строй семь раз, убив около 50 именитых вражеских полководцев и бесчисленное количество простых солдат.
Чжао Юнь, вопреки всему, благодаря своему верному скакуну, находчивости и непревзойденному воинскому мастерству пробился к мосту Чанбань, где встретил Чжан Фэя, который остался позади войска, чтобы не пропустить врага через мост. Чжао, наконец вернулся к Лю Бэю, отдал ему Лю Чаня и умолял простить ему, что он не смог вернуть и госпожу Ми. Лю бросил младенца на землю, сказав, что даже его собственный сын не стоит того, чтобы такой великий полководец подвергал себя опасности. Но ловкий Зилонг успел поймать ребенка.

### Тактика пустой крепости
Во время сражения близ реки Хань, Чжао Юню было поручено охранять крепость от значительно превосходящих сил противника с малым гарнизоном. На одной из вылазок генерала войско Цао бросилось в погоню за Чжао Юнем до самого его лагеря. Чжан И, управляющий Мяньяна, находившийся в лагере Зилонга, разумно предложил ему закрыть ворота и готовиться к осаде. Однако, вошедши в лагерь, Чжао приказал спустить все знамёна, прекратить бить в барабаны и оставить ворота широко раскрытыми, единолично выйдя из крепости и встав в одиночку на пути целой армии, выкрикивая "Я Чжао Юнь из Чаньханя, кто осмелиться выйти против меня?". Цао Цао узнал того самого воина, что единолично громил его войска при Чанбане и сказал своим генералам "Это же тот самый паренек из Чанханя, что бился в одиночку с моей армией при Чанбане! лучше с ним снова не связываться." и приказал обойти эту крепость стороной. Стоило вражеской армии отвернуться, в тот же миг Чжао Юнь приказал со всей силы бить в барабаны, а его лучники стали поливать врага огненными стрелами. Войско Цао было взято врасплох и в суматохе начало разбегаться. Многие воины Цао утонули, пытаясь переплыть реку Хань, чтобы спастись от воинов Чжао Юня. Сам же генерал перед этим событием ответил Чжан И своей известной крылатой фразой "Друг мой, при Чанбане я бился в одиночку и выжил. Сейчас же я с моими храбрыми братьями, так чего же мне бояться?".

### Спасение Лю Шаня из рук госпожи Сунь
В главе 61 (условия инцидента выдуманы), госпожа Сунь возвращается в восточную У, чтобы навестить больную мать, о состоянии которой она узнала от старшего брата Сунь Цюаня. По сути, Сунь Цюань солгал ей, чтобы затем использовать Лю Шаня в качестве выкупа за провинцию Цзин, которую У оспаривало. Когда Чжао услышал о том, что госпожа Сунь уехала вместе с наследником, он бросился на пристань и увидел, что Сунь с ребенком только что зашла на борт судна У, управляемого Чжоу Шанем.
Чжао Юнь, управляя маленькой рыбацкой лодкой, догнал судно У и перепрыгнул с лодки на его борт, перед этим безупречно отражая все летящие в него стрелы и метнув свое копье в обстреливающих его лучников с таким мастерством, что убил им сразу двоих охранников. Чжао Юнь пробился к госпоже Сунь и вернул Лю Шаня, но уже не мог безопасно вернуться назад. В этот момент судно настиг флот, который вел Чжан Фэй. Чжоу Шань попытался остановить их, но был убит Чжан Фэем. Госпожа Сунь согласилась отдать ребенка Чжао и Чжану, и одна вернулась в У.

### Последний бой
Одной из популярных версий смерти Чжао Юня можно считать историю о его друге детства Ло Пинганга, где армия уже престарелого Зилонга была отрезана от подкреплений и несла потери. Один из видных вражеских генералов по имени Цао Инь вызвал Чжао Юня на бой, в котором Чжао одержал победу, но был ранен на дуэли, однако приказал своим офицерам скрыть это от своих людей, чтобы они не впали в отчаяние. Когда войска Вэй продвинулись вперед, Зилонг позволил своим офицерам вести войска в бой, однако те попали в ловушку и были разбиты.
Чжао и Ло наблюдают за битвой и ее последствиями. В конце Ло показывает, что это он предал Чжао Цао Иню.
Ло очень ревновал к Чжао все эти годы, потому что Чжао продолжал подниматься по служебной лестнице, в то время как Ло оставался пешим солдатом. Двое мужчин заключают мир друг с другом, и Ло помогает Чжао снять доспехи и со слезами на глазах бьет в боевой барабан, когда Чжао совершает последний бросок на врага, сразив множество воинов и умерев в бою от бесчисленных ран, одной силой воли растягивая свои последние моменты жизни вплоть до той поры, пока полностью не истек кровью.

### Смерть от иглы
Существует китайская сказка о смерти Чжао Юня, которая не упоминается в романе XIV века о трех королевствах. В этой истории Чжао Юнь никогда раньше не был ранен в бою, поэтому на его теле не было шрамов. Однажды, когда он принимал ванну, его жена уколола его швейной иглой из озорства.
Уже престарелый и размякший Чжао Юнь начал обильно кровоточить и в конце концов стоя умер от кровопотери, вопреки боли поднявшись на ноги и успев мирно попрощаться со своей семьей, приняв окончание своей жизни. Жена не выдержала подобного горя и, виня себя в смерти мужа, убила себя его мечом.

## В современной культуре
Чжао Юнь в равной степени распространен в китайской культуре, литературе, искусстве и анекдотах. Чжао был знаменит уже в период Троецарствия, поэтому сказки и предания о его подвигах передавались из поколения в поколение на протяжении веков. Благодаря новелле «Троецарствие» его имя стало ещё известнее.
В последнее время Чжао Юнь приобретает известность и за пределами Азии, благодаря различным средствам информации, включая Интернет и видеоигры. Чжао Юнь часто рисуется как молодой, статный, бесстрашный, неуязвимый, спокойный, искренний и самоотверженный герой в операх, новеллах, играх и комиксах.
Театрализованная версия истории жизни Чжао Юня воплотилась в фильме 2008 года «Троецарствие: Возрождение Дракона», с актером Энди Лау в роли Чжао Цзылуна. Ху Цзюнь сыграл Чжао Юня в фильме Джона Ву «Битва у Красной скалы». В 2010 году вышел на экраны сериал «Троецарствие» режиссёра Гао Сиси, в котором Чжао Юня играет Не Юань.
В маньхуа Чань Моу The Ravages of Time Чжао является предводителем группы убийц «Искалеченные воины». Его настоящим именем оказывается Ляоюань Хо, а имя «Чжао Юнь» он берет, когда служит господам не из рода Сыма, — по большей части Лю Бэю.
Серия манги и аниме Школьные войны содержит персонажа Chō'un Shiryū (Чжаоюнь Цзылун), за основу которого взят Чжао Юнь.
Актер Бэнцзи в 2009 году играл роль Чжао Юня в тайваньском teen idol сериале K.O.3an Guo, который является пародией на роман Троецарствие на современный лад.

### Видеоигры
Чжао Юнь является одним из основных персонажей серии игр Dynasty Warriors от Koei. Его изображение часто помещается на видном месте (плакаты, обложки дисков, книг) и наиболее часто используется разработчиками в скриншотах и рекламе предстоящих релизов. В Dynasty Warriors 7 у него появляются новые доспехи, и более длинные волосы, собранные в хвост.
В Dynasty Warriors 5 он продолжает сражаться за Шу после смерти Лю Бэя и разговаривает с Лю Шанем в конце своей сюжетной линии. В Dynasty Warriors 6 Чжао Юнь становится бо (верховным полководцем империи) Лю Бэя. В Dynasty Warriors 4: Xtreme Legends Чжао Юнь должен спасти Лю Шаня (Чаня) из крепости и бежать к мосту Чанбань. В Dynasty Warriors 5: Xtreme Legends он и Хуан Чжун должны нанести поражение вражескому войску.
Чжао также появляется в Warriors Orochi, где оказывается в плену войска Ороти в начале игры. Позже его вызволяют Цзо Цы, Ёсихиро Симадзу и Син Цай. Затем он ставит перед собой цель найти и освободить Лю Бэя, в ходе выполнения которой объединяется с Юкимурой Санадой. Вместе с Юкимурой и другими союзниками, Чжао Юнь спасает Лю Бэя. Его персонаж в игре идентичен персонажу Dynasty Warriors 5, но ему также приписывается новое, немного чудное чувство юмора. Он также играет важную роль в других сюжетных линиях Warriors Orochi и встречается с такими персонажами как Сунь Цэ, Цао Пи и Нобунага Ода.
Чжао снова появляется в Warriors Orochi 2, но играет немного меньшую роль: он вместе с Вэй Янем приводит войско на подмогу Иэясу Токугаве в деревне Сайка. Позже он, Мицухидэ Акэти и Чжан Ляо нападают на Киёмори Тайру в крепости Коси, чтобы остановить обряд воскрешения Ороти с помощью Химико. В Dream Mode Чжао Юнь, Юкимура Санада и Ёсихиро Симадзу спасают Лю Бэя и крестьян.
Как и другие полководцы-тигры, Чжао Юнь появляется в игре 1993 года Sango Fighter, где сражается против войск Цао Цао.
Также является одним из старейших персонажей в мобильной игре Mobile Legends:Bang Bang, где изначально позиционировался под собственным именем, но впоследствии разработчики заменили его на имя «Зилонг».